# Sineu (Rumunia)
Sineu (węg. Eszenyő) – wieś w Rumunii, w okręgu Harghita, w gminie Remetea. W 2011 roku liczyła 86 mieszkańców.